# Beauty Point
Beauty Point är en ort i Australien. Den ligger i kommunen West Tamar och delstaten Tasmanien, i den sydöstra delen av landet, omkring 200 kilometer norr om delstatshuvudstaden Hobart. Antalet invånare är 1 116.
Runt Beauty Point är det ganska glesbefolkat, med 29 invånare per kvadratkilometer.. Närmaste större samhälle är George Town, nära Beauty Point. 
I omgivningarna runt Beauty Point växer i huvudsak städsegrön lövskog. Genomsnittlig årsnederbörd är 1 279 millimeter. Den regnigaste månaden är augusti, med i genomsnitt 174 mm nederbörd, och den torraste är januari, med 42 mm nederbörd.